# Naturschutzgebiet Moosfelder Wald
Das Naturschutzgebiet Moosfelder Wald ist ein 41 ha großes Naturschutzgebiet (NSG) im Gemeindegebiet von Ense im Kreis Soest in Nordrhein-Westfalen. Das NSG wurde 2006 vom Kreistag des Kreises Soest mit dem Landschaftsplan Ense-Wickede ausgewiesen. Im Norden wird das NSG nur durch die Landesstraße L 745 vom Naturschutzgebiet Enser See getrennt. Im Osten grenzt auf Gemeindegebiet von Möhnesee direkt das Naturschutzgebiet Waldreservat Moosfelde an. Im Stadtgebiet von Arnsberg im Hochsauerlandkreis grenzt im Westen direkt das Naturschutzgebiet Moosfelde an.

## Gebietsbeschreibung
Bei dem NSG handelt es sich um einen Laubwaldkomplex mit verschiedenen Entwicklungsstufen und Altersphasen mit naturnahen Fließgewässersystemen und Quellen. Das Waldgebiet mit Buchen und Eichen ist ein überregional bedeutsamer Lebensraum seltener und gefährdeter sowie landschaftsraumtypischer Tier- und Pflanzenarten.
Es wurden Arten wie Groppe, Rotmilan, Wespenbussard, Grauspecht und Mittelspecht nachgewiesen.

## Schutzzweck
Das NSG soll den Wald mit seinem Arteninventar schützen. Wie bei allen Naturschutzgebieten in Deutschland wurde in der Schutzausweisung darauf hingewiesen, dass das Gebiet „wegen der Seltenheit, besonderen Eigenart und Schönheit des Gebietes“ zum Naturschutzgebiet erklärt wurde.